# غشوة مترابطة
غشوة مترابطة (الاسم العلمي:Ceropegia affinis) هو نوع من النباتات يتبع جنس الغشوة من الفصيلة الدفلية.